# Mexikói viperagyík

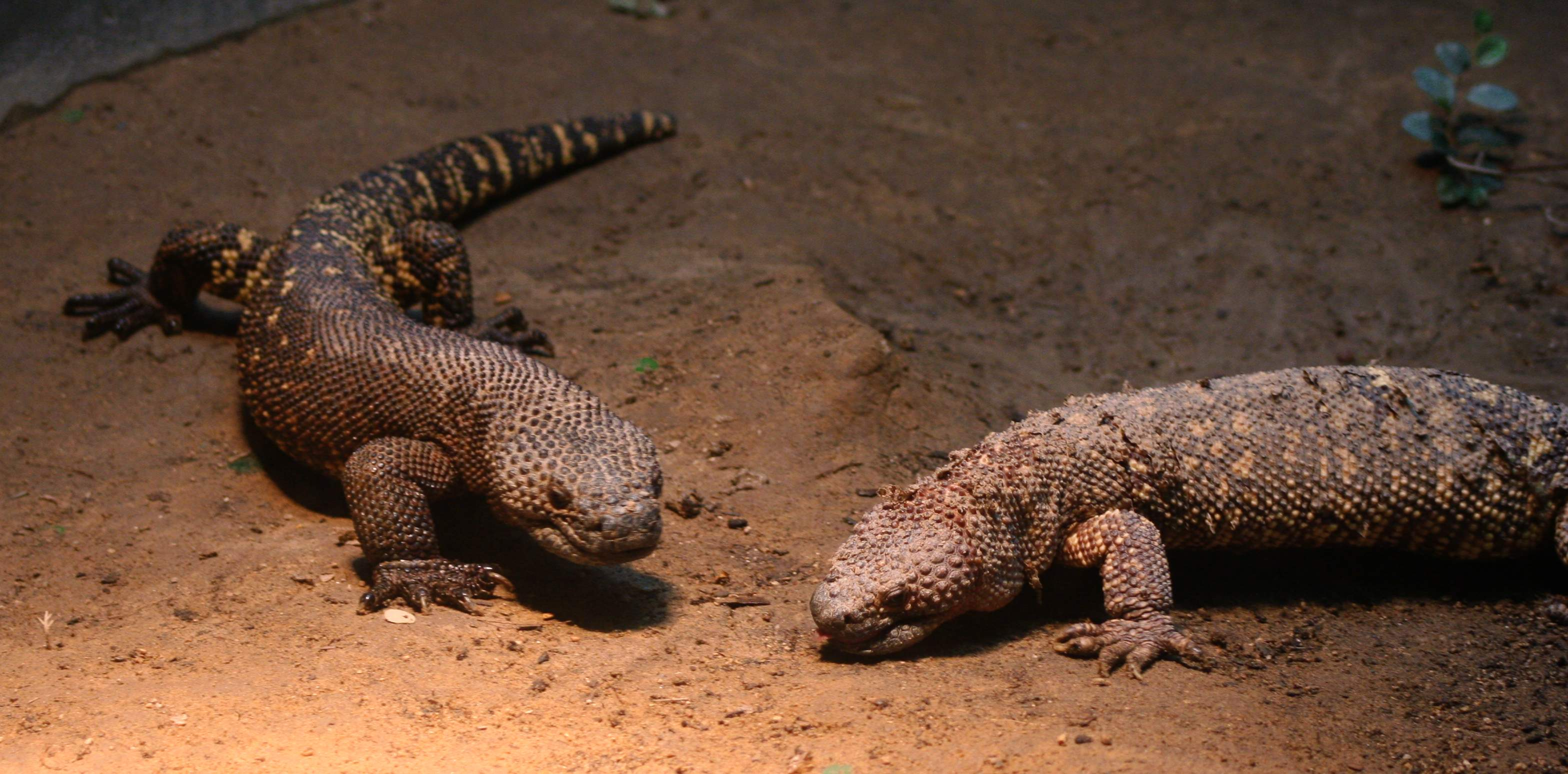

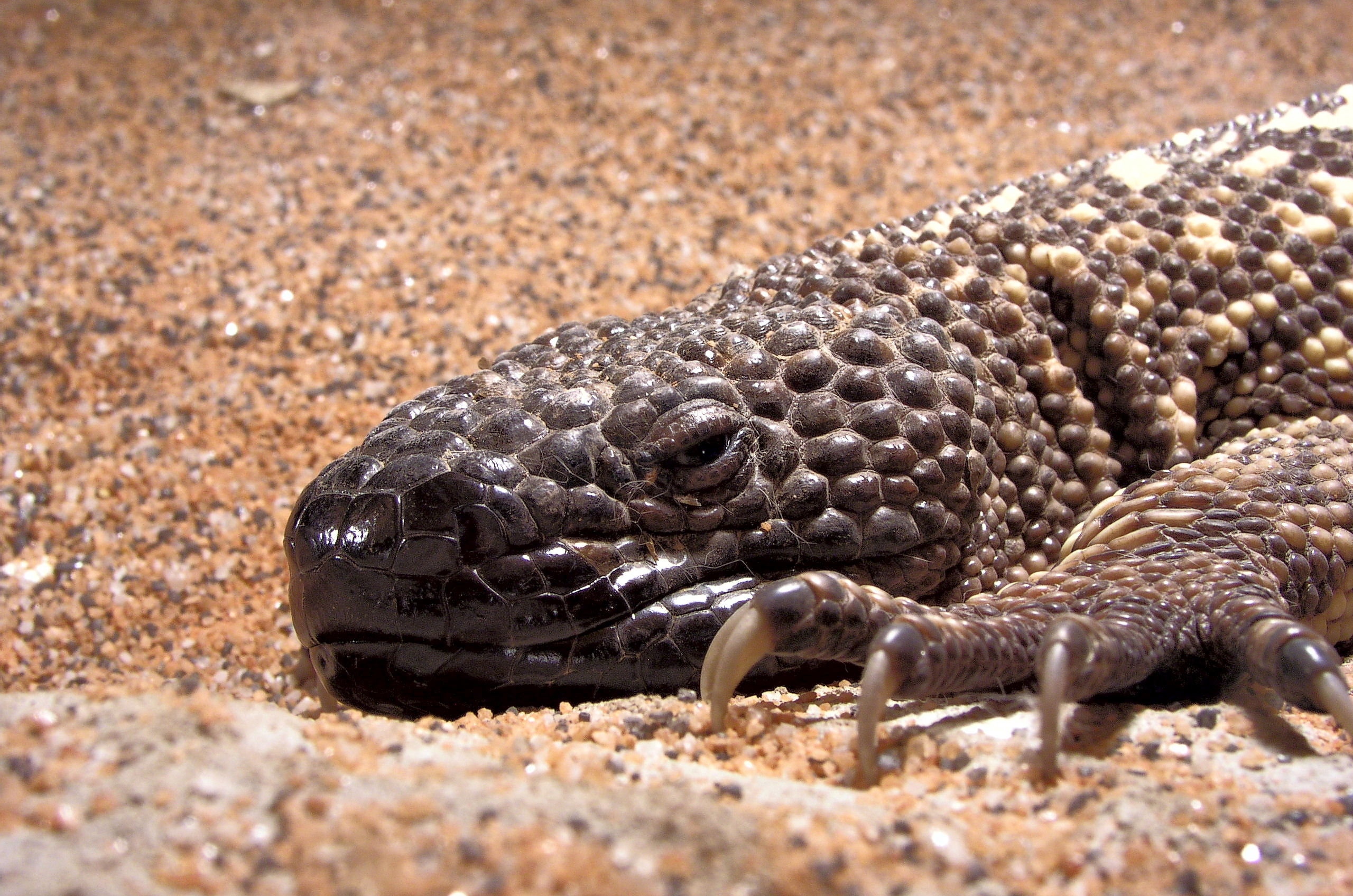

A mexikói viperagyík vagy Escorpion (Heloderma horridum) a hüllők (Reptilia) osztályának a pikkelyes hüllők (Squamata) rendjéhez, ezen belül a gyíkok (Sauria vagy Lacertilia) alrendjéhez, a varánuszalakúak (Varanoidea vagy Platynota) alrendágához és a mérgesgyíkfélék (Helodermatidae) családjához tartozó faj.

## Elterjedése
Mexikó területén és Guatemala nyugati része honos. Trópusi lombhullató erdők és tüskebozótok lakója.

## Alfajai
- Heloderma horridum alvarezi Bogert & Martin del Campo, 1956
- Heloderma horridum charlesbogerti Campbell & Vannini, 1988
- Heloderma horridum exasperatum Bogert & Martin del Campo, 1956
- Heloderma horridum horridum (Wiegmann, 1829)

## Megjelenése
Testhossza 76-90 centiméter, testtömege 1,4-4 kilogramm. Ha Mexikó és Guatemala csendes-óceáni partvidéke mentén ritkán szem elé kerül, könnyű felismerni. Zömök testét sötétbarna és sárga, gyöngyszerű pikkelyek fedik. Nyaka aránylag hosszú, feje henger alakú, lábai erősek és éles karmúak. Hosszú farka fokozatosan elvékonyodik. A két ismert mérges gyíkfaj egyike - a másik a sivatagban élő gila (Heloderma suspectum). Barázdás méregfoga az alsó állkapcsában ül (a kígyóké a felsőben).
Mexikó déli részén egyszínű, feketésbarna példányok is előfordulnak.

## Életmódja
A kígyóktól eltérően, mérgét elsősorban védekezésre használja. A zsákmány elejtéséhez nincs rá szüksége, mivel önmagához képest kicsi és ártalmatlan állatokkal táplálkozik - nagyobb zsákmányállatai közé tartozik pl. a szopós rágcsálók, a madárfiókák és a tojás. A zsákmány felkutatásában villás nyelvük is segítségükre vannak. Harapásuk rendkívül fájdalmas, mérgük az emberre is végzetes lehet. A mexikói viperagyík főként nappal aktív, de a legforróbb napszakban a talajba vájt üregében húzódik meg, és csak szürkületkor jön elő. Gyakran mászik fára.

## Szaporodása
Fészekaljanként 8-10 tojást rak átlagosan.

## Rokon fajok
A Mexikói viperagyík legközelebbi rokona a gila (Heloderma suspectum).